# Montagu Bertie, V conte di Abingdon
Montagu Bertie, V conte di Abingdon (30 aprile 1784 – Wytham Abbey, 16 ottobre 1854), è stato un nobile britannico.

## Biografia
Era il figlio di Willoughby Bertie, IV conte di Abingdon, e di sua moglie, Charlotte Warren, figlia di Peter Warren e una discendente della famiglia Schuyler, Van Cortland e Delancey. 
È stato Lord luogotenente del Berkshire (1826-1854) e High Steward di Abingdon.
Nel 1799 successe al padre alla contea.

## Matrimoni

### Primo Matrimonio
Sposò, il 27 agosto 1807, a Londra, Emily Gage (25 aprile 1776-28 agosto 1838), figlia del generale Thomas Gage. Ebbero otto figli: 
- Montagu Bertie, VI conte di Abingdon (19 giugno 1808-8 febbraio 1884);
- Lady Charlotte Margaret Bertie (23 luglio 1809-7 novembre 1893);
- Lady Emily Caroline Bertie (11 agosto 1810-18 marzo 1891), sposò Charles Bathurst, non ebbero figli;
- Albemarle Bertie (26 settembre 1811-4 febbraio 1825);
- reverendo Henry William Bertie (16 settembre 1812-31 dicembre 1894);
- Lady Augusta Georgiana Bertie (14 aprile 1815-7 maggio 1815);
- Vere Peregrine Bertie (23 novembre 1817-21 marzo 1818);
- Brownlow Charles Bertie (19 agosto 1819-30 dicembre 1852).

### Secondo Matrimonio
Sposò, l'11 marzo 1841, Lady Frederica Augusta Kerr (1816-26 novembre 1864), figlia del vice ammiraglio Lord Mark Robert Kerr. Non ebbero figli.

## Morte
Morì il 16 ottobre 1854 a Wytham Abbey.